# Garúa (tango)
Garúa es un tango cuya letra pertenece a Enrique Cadícamo en tanto que la música es de Aníbal Troilo, que lo grabó con su orquesta con la voz de Francisco Fiorentino el  4 de agosto de 1943 para RCA Victor y, posteriormente, fue registrado por otros artistas.

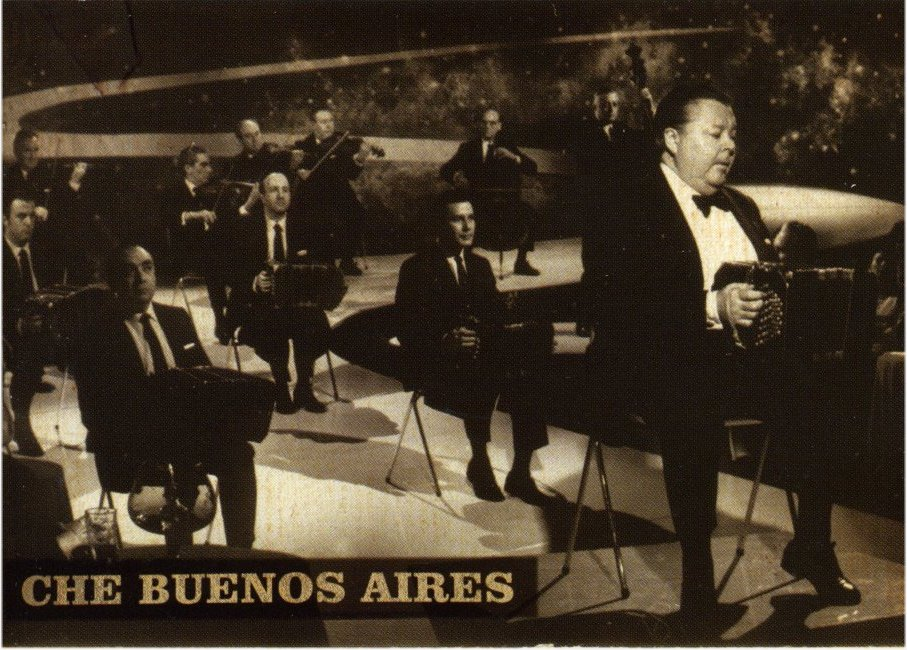
Aníbal Troilo, compositor de Garúa, con su orquesta.

El título es una palabra que en América tiene el significado de llovizna o lluvia leve a modo de neblina, que también se usa con la variante garuga, discutiéndose si el vocablo deriva del idioma quechua o del portugués.
Se usa familiarmente la expresión "¡Que te garúe finito!" con el significado de “que te sea leve” o “que te garúe”, como “que te sea leve pero no tanto” pero a veces la expresión es neutra, esto es no expresa deseo de que a alguien le vaya bien o mal.

## Los autores
Aníbal Carmelo Troilo, apodado Pichuco (Buenos Aires, 11 de julio de 1914 - ídem, 18 de mayo de 1975), fue un bandoneonista, compositor, director de orquesta de tango argentino.
Enrique Cadícamo fue un poeta y escritor argentino, autor de numerosos tangos, algunos de los cuales son considerados clásicos del género. Nació en la ciudad de Luján en la provincia de Buenos Aires el 15 de julio de 1900 y falleció en Buenos Aires el 3 de diciembre de 1999.  Muy conocedor de la poesía de todos los tiempos, supo cantarle a los distintos aspectos de la vida y tanto el lunfardo como la poesía de alto vuelo.
Troilo y Cadícamo colaboraron en otras dos oportunidades aparte de la que originó Garúa: en 1942 en Pa'que bailen los muchachos y en 1944 en el tango Naipe.

## Historia
Cuando Aníbal Troilo tenía 29 años y ya había registrado con diferentes poetas 7 temas propios, era con su orquesta la atracción principal del cabaré Tibidabo, ubicado en la calle Corrientes 1244 entre Libertad y Talcahuano. 
Una noche, en un intervalo de la orquesta, Troilo Pichuco lo llamó a Enrique Cadícamo, que estaba asistiendo al espectáculo, y le pidió  que escuchara un tema que había compuesto, para ver si le podía poner versos. Fueron hasta un altillo que los músicos usaban para cambiarse y con el bandoneón y el tarareo hizo sonar la melodía y Cadícamo escribió el monstruo, o sea, las anotaciones para encajar la letra en la música.
Cuando a la madrugada Cadícamo iba caminando hacia su casa, había una fina llovizna y ahí nomás imaginó la frase inicial de la letra: "Garúa...Solo y triste por la acera...". Trabajó el texto al llegar a su casa, durmió, continuó al levantarse ayudándose con un pequeño piano que tenía en su casa y esa noche volvió al Tibidabo con la letra. Cuando de vuelta en el altillo ensayaron con Troilo, solo hubo que hacer –con el consentimiento del músico- una modificación en los ocho compases finales de la segunda parte para ajustarlos a la letra. A los dos días ya Troilo lo estaba ensayando con el cantor Francisco Fiorentino; costó un poco pero al final orquesta y cantor encontraron la versión que los satisfizo.
La orquesta lo grabó el 4 de agosto de 1943 con la voz de Fiorentino para RCA Victor, el 6 del mismo mes lo registró Pedro Laurenz con la voz de Alberto Podestá para Odeon, el 6 de septiembre lo grabó Mercedes Simone para Victor y el 27 de septiembre lo hizo Tania para Odeón. Alberto Gómez lo registró en Cuba y Hugo del Carril (que no lo grabó) lo cantó en el filme Los dos rivales (1944) y el 9 de enero de 1962 lo registró nuevamente Troilo, esta vez con el canto de Roberto Goyeneche y con una versión más melódica.

## Grabaciones
Entre otras grabaciones de Garúa se encuentran las siguientes:
- Roberto Goyeneche con la Orquesta Aníbal Troilo el 9 de enero de 1962 para RCA Victor.
- Francisco Fiorentino  con la Orquesta Aníbal Troilo el 4 de agosto de 1943 para RCA Victor.
- Alberto Podestá con la orquesta de Pedro Laurenz el 6 de agosto de 1943 para RCA Victor.
- Adriana Varela con la Orquesta Filarmónica de Montevideo dirigida por Federico García Vigil.
- Jorge Cardozo con la orquesta de Juan Canaro en 1945.
- Roberto Goyeneche con la Orquesta Típica Porteña dirigida por Raúl Garello
- Roberto Goyeneche a dúo con el bandoneón de Astor Piazzolla el 30 de mayo de 1982, en el Teatro Regina.
- Leo Caruso  versión en blues tango, forma parte del álbum Noir que se presentará en el 20/10/2022 en el teatro Rondeman de Abasto.